# Torre de Malgrats
La Torre de Malgrats era una talaia de guaita del terme de Calvià, situada a la punta de Malgrat, davant les illes Malgrats. Fou construïda a final del segle xvi i va ser enderrocada el 1877.
Formava part d'un extens sistema de vigilància i senyalització de tota la costa mallorquina per combatre la pirateria. Va ser construïda com a torre de senyals, connectada amb la torre del Cap Andritxol i la de Rafalbeig, però per la seva condició d'únic punt de defensa de la badia de Santa Ponça hagué de complir també una funció defensiva, per mitjà d'artilleria lleugera i, més endavant, també pesada.

## Descripció
Era situada a la punta de Malgrat o punta de na Foradada, vora el mirador de Malgrat, on hi ha un canó que, precisament, procedeix de la torre i que ha donat el nom de mirador del Canó.
No s'ha conservat cap pintura, gravat ni fotografia de la torre, i solament es coneix per les descripcions històriques. La documentació diu que tenia un diàmetre d'uns deu metres i mig, i tenia un primer cos lleugerament atalussat que concloïa amb un segon cos cilíndric. Era construïda de pedra calcària i morter, i disposava d'una única cambra, coberta per volta de mitja esfera. El cos inferior era ple, i s'accedia a la cambra per mitjà d'una escala de braó. A la terrassa, el parapet era a barbeta i tenia un porxo.

## Història
Va ser construïda el 1585 per decisió del virrei Lluí Vic i Manrique de Lara, per a formar part de la xarxa defensiva de l'illa. Concebuda com a torre de guaita, tot i així, per poder defensar la badia es proveí d'una peça d'artilleria petita (un falconet). Deu anys més tard Joan Binimelis la va afegir al mapa que acompanyava la seva obra.
Ben prest la torre començà a deteriorar-se. El 1615 consta que s'hagué de restaurar perquè amenaçava a ruïna, i el 1643 es tornà a intervenir per consolidar-la: es va refer el porxo i es reparà el parapet i el trespol de la terrassa. Successives reparacions el 1672, 1724 1757 constaten que la torre devia tenir problemes estructurals tal vegada derivats del fet que havia de suportar el pes d'una peça d'artilleria més pesant.
Tot i això, el 1824, en una revisió del coronel Eusebio Ruiz, hi ha constància que, tret d'alguns desperfectes, la torre està en bon estat, i a mitjan segle xix sembla que continuava ben consolidada. No obstant això, després que l'estat la traspassàs el 1867, va ser enderrocada el 1877 pel seu mal estat de conservació.